# 263 a.C.
Il 263 a.C. (CCLXIII a.C. in numeri romani) è un anno  del III secolo a.C.

## Eventi
- A Roma, sono consoli Manio Valerio Massimo e Manio Otacilio Crasso.
- Prima guerra punica: il console Manio Valerio Massimo Messalla conquista 67 città, battendo i cartaginesi a Imera e poi accetta l'offerta di alleanza data da Gerone II di Siracusa.
- Eumene I succede allo zio Filetero sul trono di Pergamo; quindi alleatosi a Tolomeo II d'Egitto, sconfigge Antioco I di Siria consolidando l'indipendenza di Pergamo.

## Morti
- Filemone di Siracusa, poeta e drammaturgo siceliota (n. 361 a.C.)
- Filetero, sovrano (n. 343 a.C.)
- Zenone di Cizio, filosofo greco antico